# Elymus festucoides
Elymus festucoides är en gräsart som först beskrevs av René Charles Maire, och fick sitt nu gällande namn av Ibn Tattou. Elymus festucoides ingår i släktet elmar, och familjen gräs.
Artens utbredningsområde är Marocko. Inga underarter finns listade i Catalogue of Life.